# Daniel Verelst
Daniel Verelst (Bornem, 19 juni 1969) is een Belgisch voormalig professioneel wielrenner. Zijn grootste overwinning was waarschijnlijk Schaal Sels 1994. Hij was professioneel aan de slag van 1993 tot 1996.

## Palmares
1991
- Gent-Ieper

1994
- Schaal Sels
- Willebroek

2003
- Schaal Schoeters Beveren-Waas
- Eindklassement Ronde van Vlaams-Brabant
- 5e etappe Ronde van Namen
- Eindklassement Ronde van Namen

2004
- Internationale Wielertrofee Jong Maar Moedig I.W.T.
- 1e etappe Ronde van Namen

2005
- Liedekerkse Pijl

2008
- Eindklassement Ronde van Vlaams-Brabant